# Cantopelopia meilloni
Cantopelopia meilloni är en tvåvingeart som först beskrevs av Freeman 1955.  Cantopelopia meilloni ingår i släktet Cantopelopia och familjen fjädermyggor. Inga underarter finns listade i Catalogue of Life.